# Charlotte Nickinson
Charlotte Nickinson, född 1832, död 1910, var en kanadensisk skådespelare och teaterdirektör. Hon var en populär artist 1846–1858 och förestod ett eget teatersällskap 1871–1878. 
Hon var dotter till skådespelaren och teaterdirektören John Nickinson. Hon debuterade i New York 1846 och var därefter engagerad i Olympic Theatre i New York fram till 1851. Från 1851 till 1858 var hon en uppmärksammad medlem i sin fars teatersällskap, som regelbundet turnerade Kanada, och var då en berömd och respekterad scenartist. Hon gifte sig med en journalist och avslutade sin scenkarriär 1858. Hon återvände till scenen som änka 1870, och blev året därpå direktör för sitt eget teatersällskap på Royal Lyceum i Toronto; 1874 öppnade hon Grand Opera House. 